# Rivalové (film, 2024)
Rivalové (v originále Challengers) je americký hraný film z roku 2024, který režíroval Luca Guadagnino. Snímek měl světovou premiéru dne 18. dubna 2024.

## Děj
Tashi Duncan je bývalá nadějná tenistka, která se stala kvůli svému zranění trenérkou. Rozhodne se věnovat kariéře svého manžela Arta Donaldsona a přeměnit ho z průměrného hráče na světově uznávaného grandslamového šampiona. Aby ho dostala z nedávné série porážek, donutí ho zúčastnit se turnaje Challenger, kde se ocitne tváří v tvář Patrickovi, svému bývalému nejlepšímu příteli a bývalému příteli Tashi.

## Obsazení
| Zendaya          | Tashi Duncan                      |
| Josh O'Connor    | Patrick Zweig                     |
| Mike Faist       | Art Donaldson                     |
| Darnell Appling  | rozhodčí na finále v New Rochelle |
| Shane Harris     | bodyguard                         |
| Nada Despotovich | matka Tashi                       |
| A.J. Lister      | Lily Donaldson                    |
| Naheem Garcia    | otec Tashi                        |
| Jake Jensen      | Finn Larsen                       |
| Hailey Gates     | Helen                             |
| Bryan Doo        | fyzioterapeut                     |

## Ocenění
- Zlatý glóbus: nominace v kategoriích nejlepší hudební nebo komediální film, nejlepší herečka v hudebním filmu (Zendaya), nejlepší filmová hudba (Trent Reznor), nejlepší původní píseň (Compress/Repress - Trent Reznor, Atticus Ross a Luca Guadagnino)